# 1-й Лучевой просек
Пе́рвый Лучево́й про́сек (с 1840 года до 1927 года — Пе́рвый Соко́льничий Лучево́й про́сек) — просека, расположенная в Восточном административном округе города Москвы на территории района Сокольники.

## История
Просек получил современное название в 1927 году, до этого с момента образования в 1840 году носил название 1-й Сокольничий Лучевой просек. И современное, и историческое названия даны по радиальному (как луч) положению просека относительно Сокольнического круга.

## Расположение
1-й Лучевой просек проходит по территории парка «Сокольники» на северо-запад от проезда Сокольнического Круга, пересекает Митьковский проезд и Поперечный просек, проходит далее и оканчивается, не доходя до путей Ярославского направления Московской железной дороги. Нумерация домов начинается от проезда Сокольнического Круга.

## Транспорт

### Наземный транспорт
По 1-му Лучевому просеку не проходят маршруты наземного общественного транспорта. У северо-западного конца просека, на Поперечном просеке, расположена остановка «1-й Лучевой просек» автобуса № 140.

### Метро
- Станции метро «Сокольники» Сокольнической линии и «Сокольники» Большой кольцевой линии (соединены переходом) — юго-восточнее просека, на Сокольнической площади
- Станция метро Алексеевская

### Железнодорожный транспорт
- Станция Москва-3 Ярославского направления Московской железной дороги — у западного конца просека

## Фотогалерея

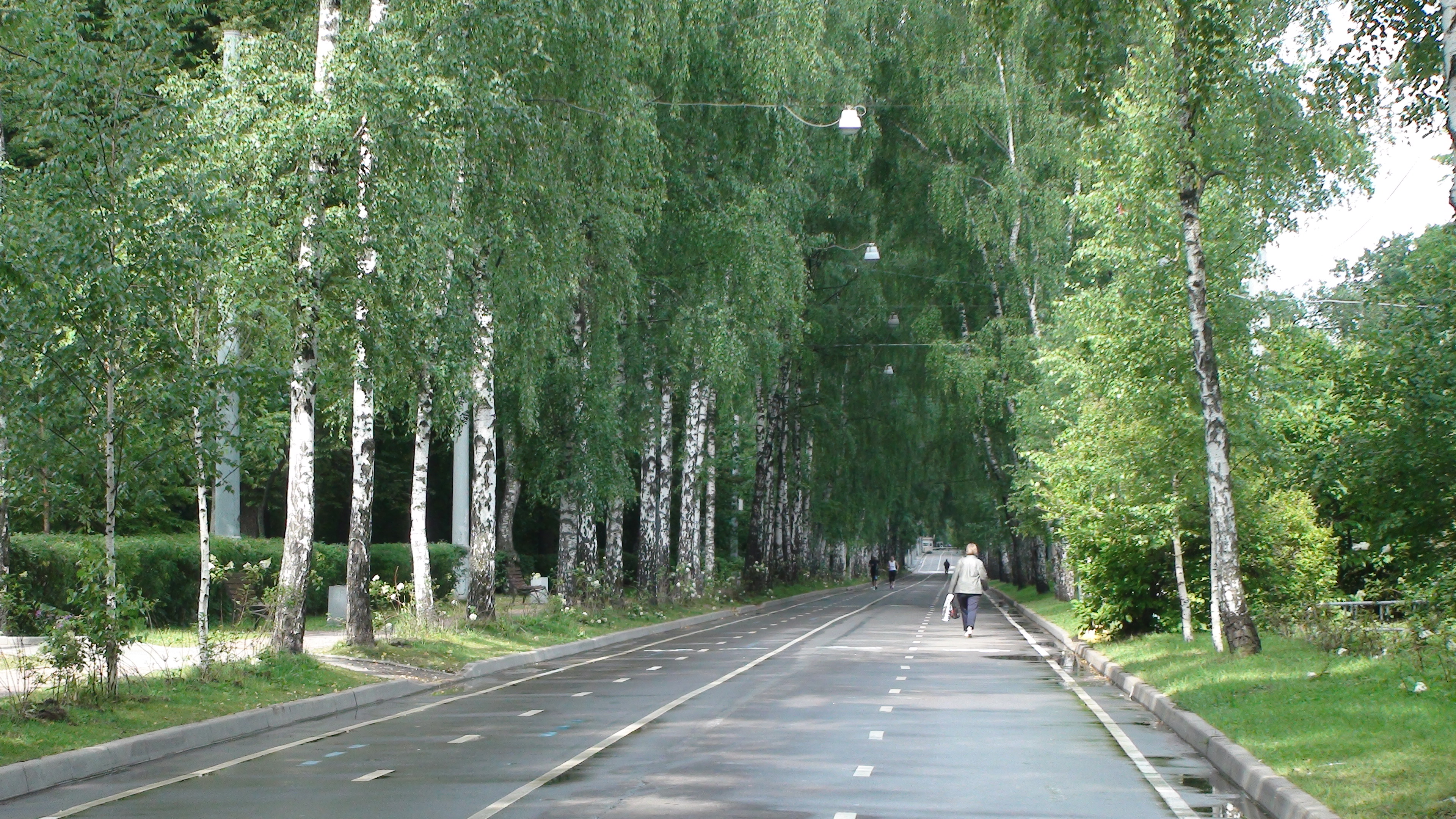
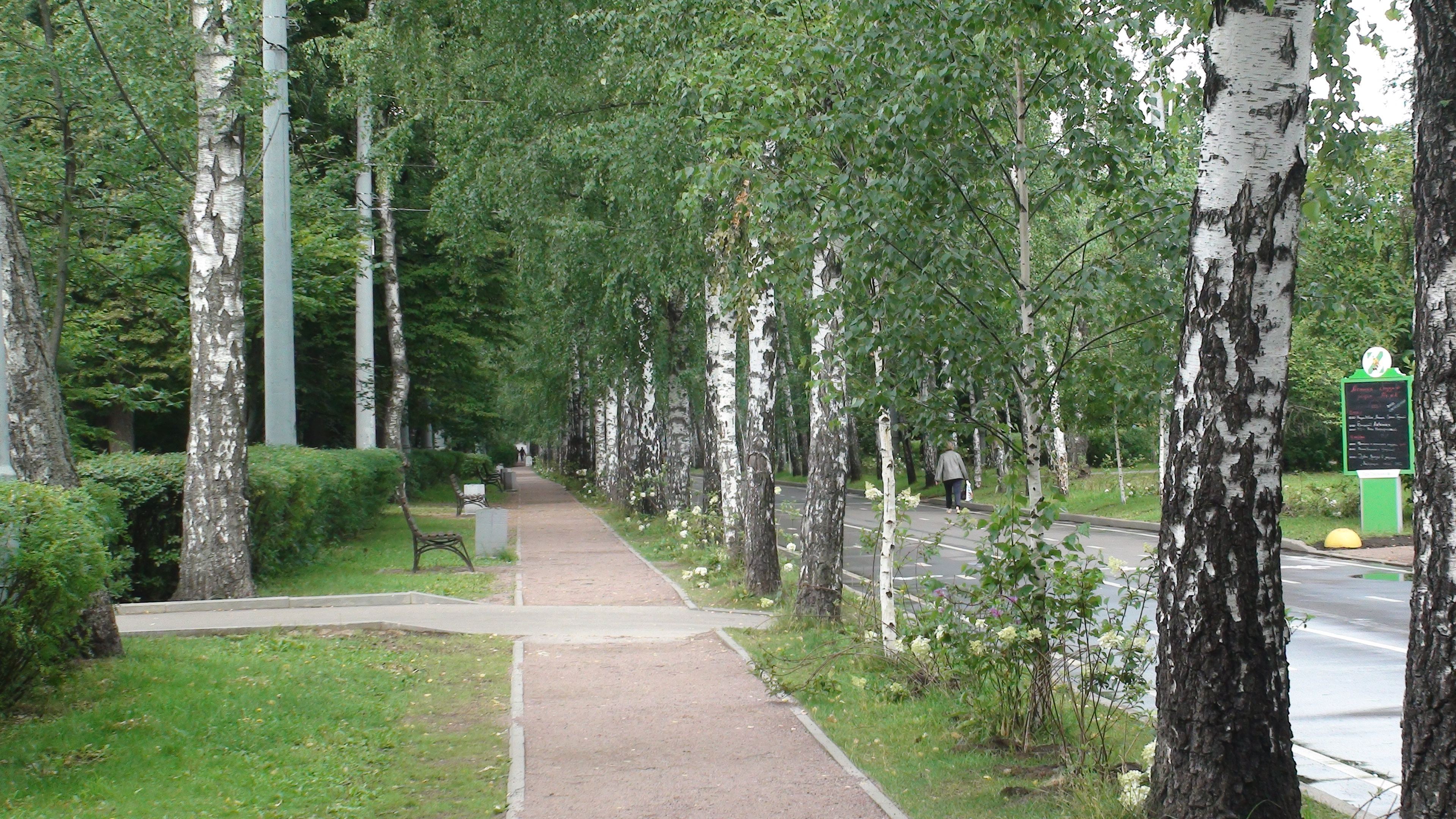
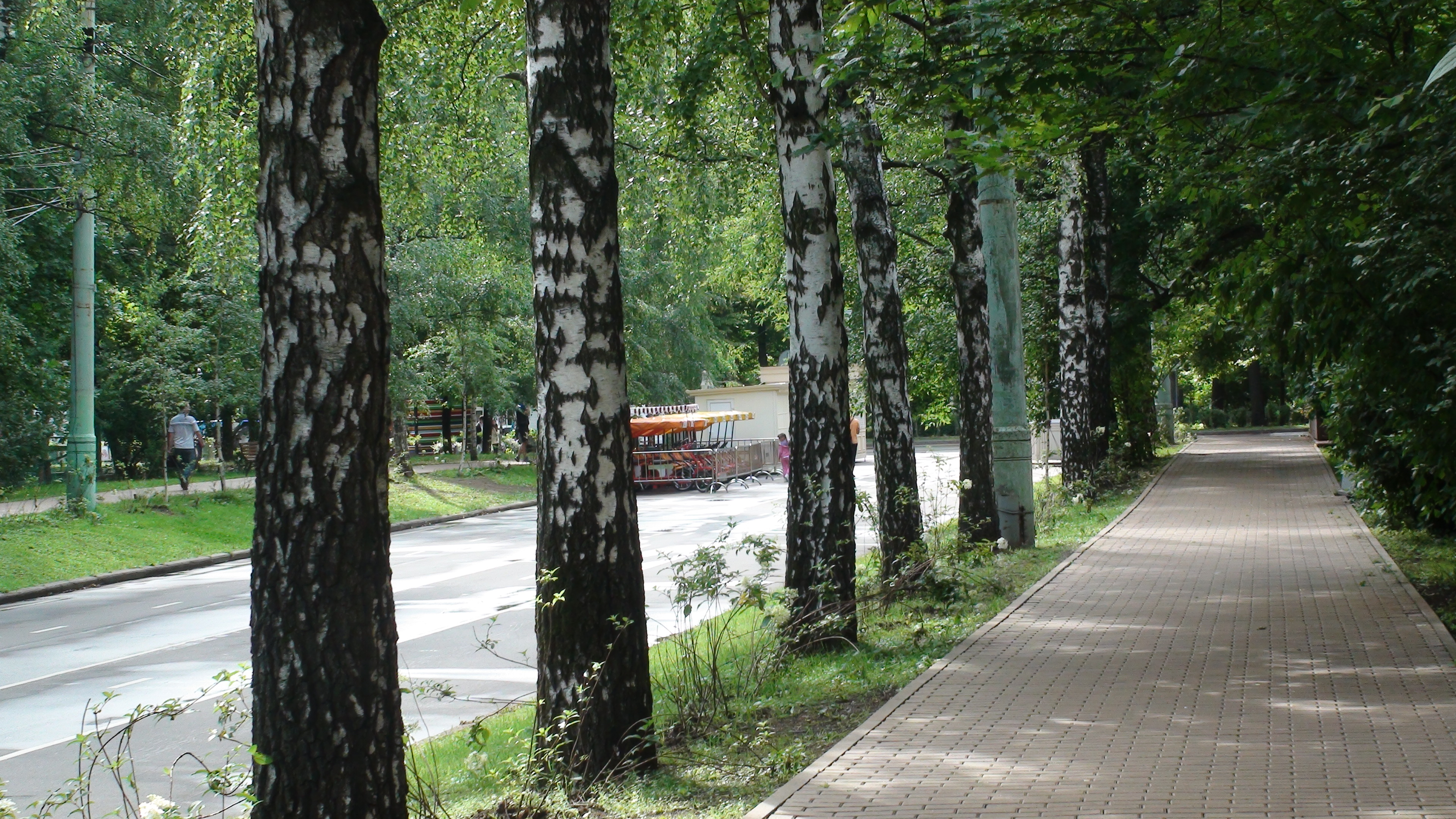
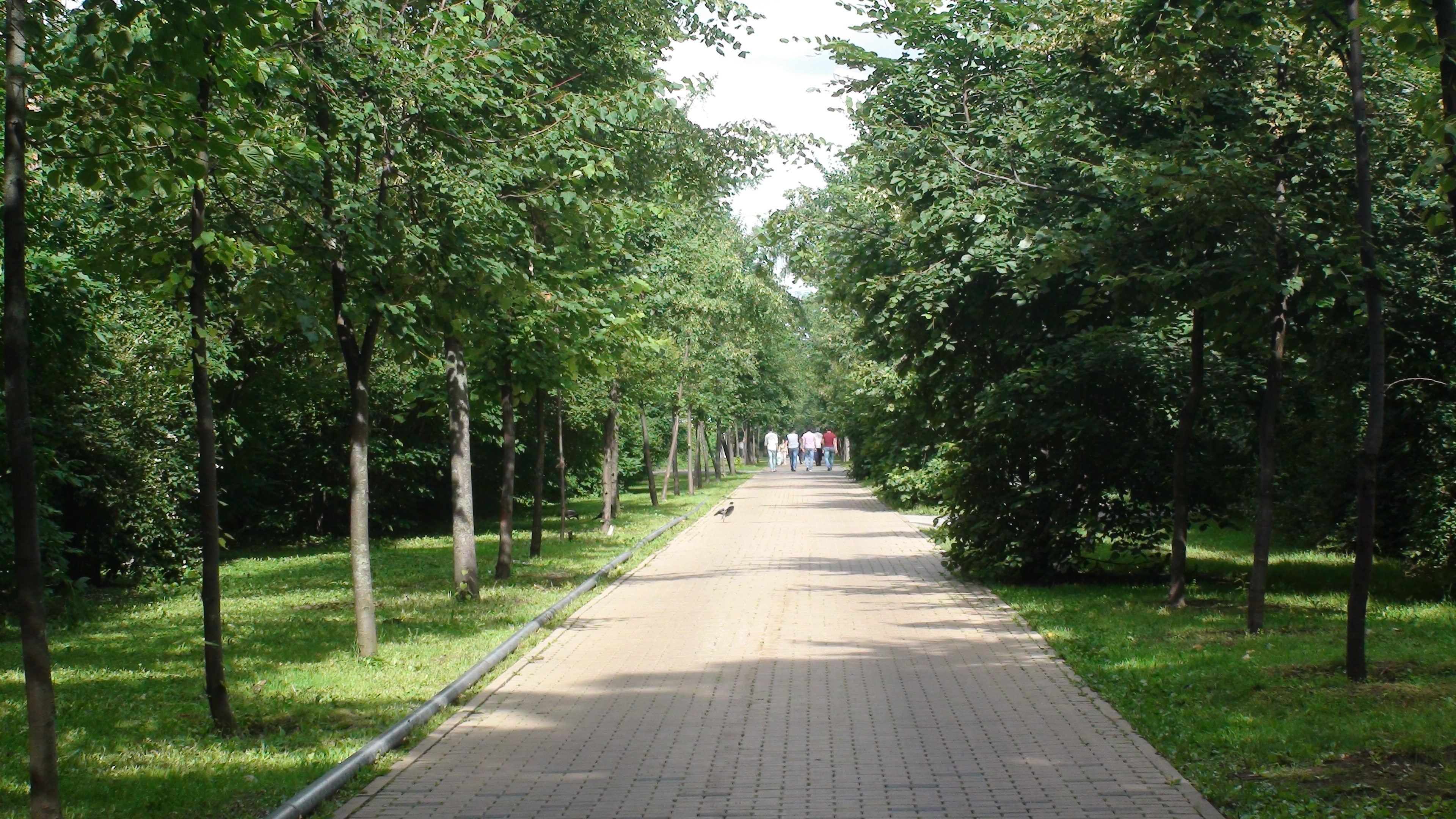